# Felperzselt föld taktikája

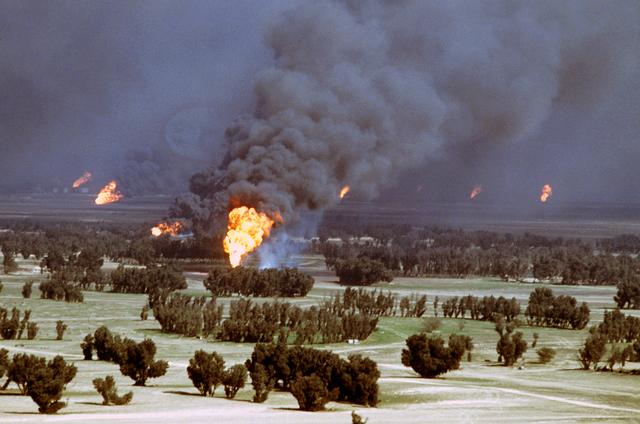
Égő kuvaiti olajkutak 1991-ben. A kutakat visszavonuló iraki katonák gyújtották fel.

A felperzselt föld taktikája vagy egyszerűen felperzselt föld (angolul scorched earth) főként háborúk során használt katonai taktikai kifejezés. Lényege, hogy a hadsereg elpusztít vagy felél mindent, ami az ellenség számára hasznos lehet (élelmiszert, víztartalékokat, közlekedési eszközöket, fegyvereket, lőszert, robbanóanyagot, kommunikációs eszközöket, orvosi ellátmányt, épületeket, ipari tartalékokat, sőt előfordul, hogy az adott terület lakosságát is kiirtják), ezzel jelentős hátrányt okozva az ellenségnek. Alkalmazhatják mind előrenyomulás, mind visszavonulás során, illetve ellenséges vagy barátságos területen is. 
A világtörténelem során számos fontos ütközetben alkalmazták a felperzselt föld taktikáját. Sztálin nagy sikerrel alkalmazta a náci Németország hadseregei ellen a második világháború folyamán, de már a korábbi háborúk során is bevett szokás volt „felégetni” a tartalékokat. Alkalmazta William Tecumseh Sherman az amerikai polgárháború során, Lord Kitchener a búr háborúk alatt, illetve közismert még, hogy mekkora szerepet játszott a tartalékok felélése és elpusztítása a napóleoni háborúk alatt, amikor az orosz hadsereg ezt a taktikát alkalmazva (több más faktor, például az extrém hideg segítségével) győzedelmeskedni tudott az addig legyőzhetetlennek hitt Napóleon hadai fölött.
Ma ezt a fajta taktikát tiltja az 1977-ben aláírt genfi egyezmény. Számos ország viszont nem volt hajlandó elfogadni a tilalmat. Ezek a következők: Eritrea, India, Indonézia, Irán, Izrael, Malajzia, Mianmar, Nepál, Pakisztán, Szingapúr, Szomália, Srí Lanka, Thaiföld, Törökország, valamint az Amerikai Egyesült Államok.

## Fordítás
- Ez a szócikk részben vagy egészben  a   Scorched earth című angol Wikipédia-szócikk fordításán alapul.  Az eredeti cikk szerkesztőit annak laptörténete sorolja fel. Ez a jelzés csupán a megfogalmazás eredetét és a szerzői jogokat jelzi, nem szolgál a cikkben szereplő információk forrásmegjelöléseként.